# 一桿進洞
一桿進洞（hole in one）是一個專門的高爾夫球用語，指自發球區開球後直接將球擊入目標球洞的情況，在高爾夫球運動中提及的頻率較高。
一桿進洞通常發生在3桿洞，這是標準高爾夫球場距離最短的洞。而4桿洞和5桿洞對大多數高爾夫球手來說都太長了，僅有少數擅長開球的選手能實現這一壯舉。戶外高爾夫開球需要精確的擊球和強大的力量，而一桿進洞更是需要幸運。因此其它高爾夫競技中的精彩演出（如在5桿洞實現兩桿進洞的信天翁）都不如一桿進洞能給觀眾留下深刻印象。

## 罕見度
一桿進洞非常少見。雖然高技巧可以提高一桿進洞的可能性，然而好運在實現一桿進洞中有重要要素。對實現一桿進洞的球手來說，在俱樂部酒吧請所有其他球手喝酒是傳統。
《時代》雜誌曾報道在1922年，美國的高爾夫球製造了1,200次一桿進洞記錄。
在1973年英國高爾夫公開賽上，吉恩·薩拉贊曾以71歲的年齡打出一桿進洞。Earl Dietering在78歲時創出在一輪比賽內打出兩個一桿進洞，是迄今世界最高齡的一桿進洞記錄。
在1971年於英格蘭皇家諾維奇高爾夫俱樂部舉辦的馬丁尼國際賽上，約翰·哈德森實現連續兩洞打出一桿進洞的記錄。這也是大型職業賽事中唯一的連續實現一桿進洞的記錄。
雖然一桿進洞十分罕見，但在萊德盃上已有過6次一桿進洞記錄。第一次是在1973年萊德盃，由彼得·巴特勒實現。20年之後，尼克·佛度在1993年萊德盃成為第二位實現這一壯舉的球手。此後科斯坦蒂諾·羅卡和霍華德·克拉克在1995年打出一桿進洞，保羅·凱西和史考特·佛普蘭克在2006年打出一桿進洞
2016年8月11日，賈斯汀·羅斯在2016年夏季奧林匹克運動會高爾夫比賽上實現奧運會歷史上第一個一桿進洞。

## 獎品
一些職業賽事會為實現一桿進洞的球手提供獎品，大多是新車或和新車價值相近的現金（有時可達約400萬美元）。這些高額獎金大多由保險公司支付。據精算師的計算，一位普通球手打出一桿進洞的機率是12,500分之1，職業球手是2,500分之1。

## 5桿洞的一桿進洞
截止2018年，僅有4次在5桿洞實現一桿進洞的記錄。曾有球手用3號鐵桿在馬蹄形5桿洞實現一桿進洞。最長距離的5桿洞一桿進洞記錄是517碼或473，於2002年在丹佛的綠谷牧場高爾夫俱樂部實現。高海拔的稀薄空氣令這次壯舉得以實現。在職業賽事中，還沒有一次5桿洞的一桿進洞記錄。

## 外部連結
- Hole-In-One FAQs （页面存档备份，存于） United States Golf Association